# Kürdämir
Kürdämir (azerbajdzjanska: Kürdəmir) är en distriktshuvudort i Azerbajdzjan.   Den ligger i distriktet Kürdämir rayonu, i den centrala delen av landet, 150 km väster om huvudstaden Baku. Antalet invånare är 19 088.